# Aouste-sur-Sye
Aouste-sur-Sye là một xã thuộc tỉnh Drôme trong vùng Auvergne-Rhône-Alpes đông nam nước Pháp. Xã Aouste-sur-Sye nằm ở khu vực có độ cao từ 186-841 mét trên mực nước biển.